# Tauxières-Mutry
Tauxières-Mutry est une ancienne commune française, située dans le département de la Marne en région Grand Est. Depuis le 1er janvier 2016, elle est intégrée à la commune nouvelle de Val de Livre.

## Géographie
Tauxières-Mutry se situe dans la vallée de la Livre, au pied de la montagne de Reims.
|                 | Ville-en-Selve  | Louvois |
| Fontaine-sur-Ay | Tauxières-Mutry |         |
|                 | Tours-sur-Marne | Bouzy   |

## Histoire
Tauxières-Mutry est un village né de la fusion de deux anciennes communes, Tauxières et Mutry, qui a eu la particularité pendant très longtemps de présenter, pour une municipalité de moins de 200 habitants, deux mairies, deux églises et deux lavoirs, vestiges du passé.
À la suite de choix de gestion publique, en raison notamment du coût excessif de l'entretien d'équipements publics en doublon, la municipalité a décidé au cours des années de supprimer l'église et la mairie de Mutry et de laisser à l'abandon le lavoir de Tauxières, dont nous ne trouvons plus de trace aujourd'hui.
Le village a fusionné en 2016 avec Louvois pour former la commune de Val de Livre.
Tauxières-Mutry connaît aujourd'hui une forte dynamique démographique grâce, notamment, au TGV arrivant dans la ville de Reims.

## Politique et administration
| Période                                  | Période                      | Identité                        | Étiquette | Qualité                                        |
| ---------------------------------------- | ---------------------------- | ------------------------------- | --------- | ---------------------------------------------- |
| Les données manquantes sont à compléter. |                              |                                 |           |                                                |
| 1879                                     |                              | Clément Métrude, pour Tauxières |           |                                                |
| 1995                                     | 2008                         | Marie-France Banette            | DVG       | Suppléante[Quand ?] du conseiller général d'Ay |
| 2008                                     | En cours (au 4 juillet 2014) | Philippe Richomme               |           | Réélu pour le mandat 2014-2020                 |

## Démographie

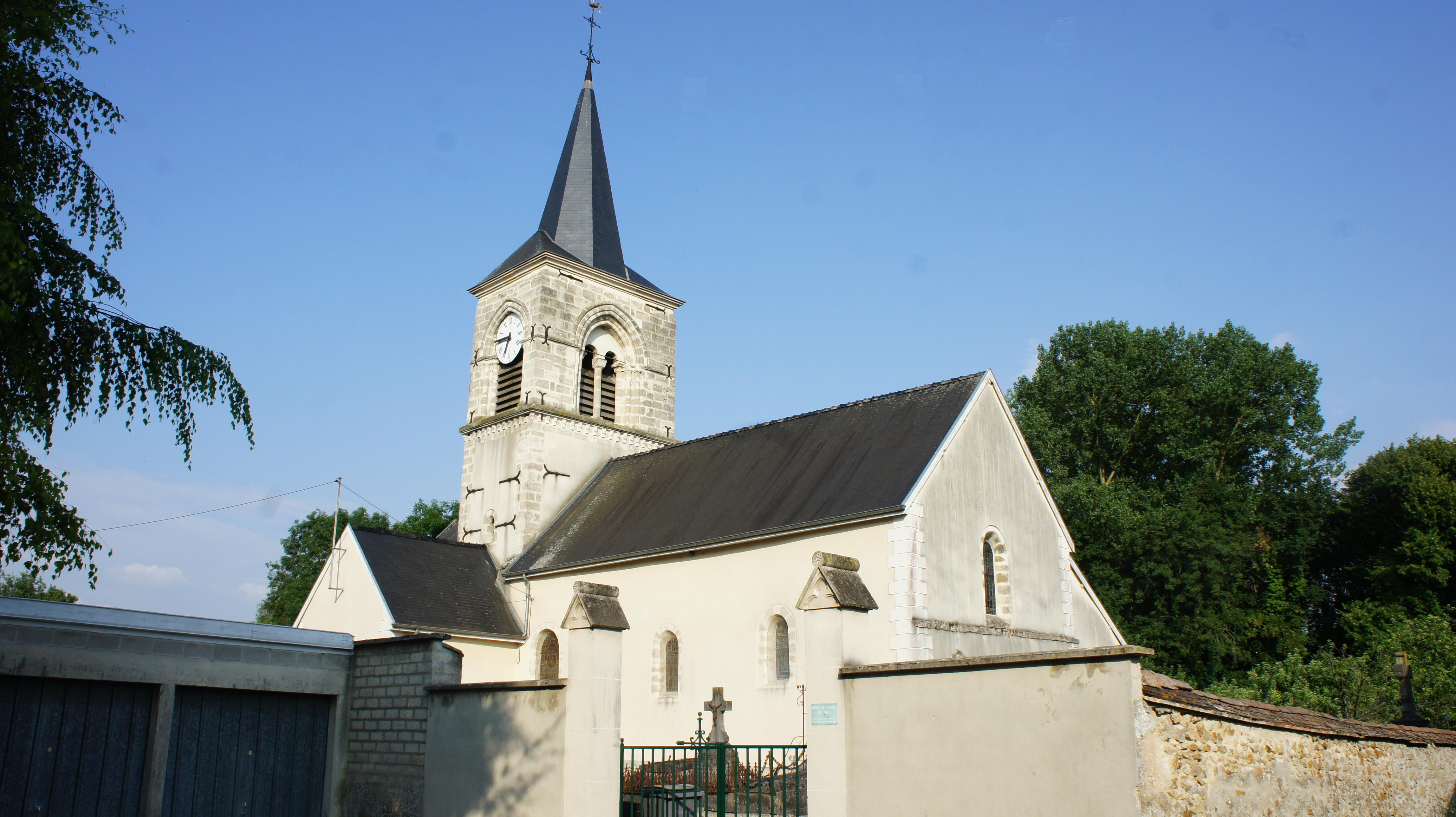
Le portail occidental et le cimetière.

L'évolution du nombre d'habitants est connue à travers les recensements de la population effectués dans la commune depuis 1793. À partir du 1er janvier 2009, les populations légales des communes sont publiées annuellement dans le cadre d'un recensement qui repose désormais sur une collecte d'information annuelle, concernant successivement tous les territoires communaux au cours d'une période de cinq ans. 
Pour les communes de moins de 10 000 habitants, une enquête de recensement portant sur toute la population est réalisée tous les cinq ans, les populations légales des années intermédiaires étant quant à elles estimées par interpolation ou extrapolation. Pour la commune, le premier recensement exhaustif entrant dans le cadre du nouveau dispositif a été réalisé en 2007,.
En 2013, la commune comptait 288 habitants, en évolution de +8,27 % par rapport à 2008 (Marne : +0,83 %, France hors Mayotte : +2,49 %).
| 1793 | 1800 | 1806 | 1821 | 1831 | 1836 | 1841 | 1846 | 1851 |
| ---- | ---- | ---- | ---- | ---- | ---- | ---- | ---- | ---- |
| 177  | 205  | 214  | 200  | 232  | 248  | 251  | 257  | 270  |

| 1856 | 1861 | 1866 | 1872 | 1876 | 1881 | 1886 | 1891 | 1896 |
| ---- | ---- | ---- | ---- | ---- | ---- | ---- | ---- | ---- |
| 270  | 270  | 257  | 236  | 241  | 236  | 348  | 360  | 389  |

| 1901 | 1906 | 1911 | 1921 | 1926 | 1931 | 1936 | 1946 | 1954 |
| ---- | ---- | ---- | ---- | ---- | ---- | ---- | ---- | ---- |
| 362  | 360  | 316  | 261  | 219  | 203  | 177  | 189  | 165  |

| 1962 | 1968 | 1975 | 1982 | 1990 | 1999 | 2007 | 2011 | 2013 |
| ---- | ---- | ---- | ---- | ---- | ---- | ---- | ---- | ---- |
| 175  | 197  | 200  | 200  | 230  | 249  | 259  | 284  | 288  |

## Lieux et monuments
- Église Saint-Hilaire, église romane du XIIIe siècle rénovée.
- Château de Tauxières-Mutry, château du XIXe siècle accueillant aujourd'hui une maison de Champagne.
- Lieu-dit le Clos des Fourches, point de vue sur la vallée de la Livre au milieu des vignes de Champagne.